# 喬巴·張伯倫
喬巴·張伯倫（Joba Chamberlain，1985年9月23日—）是美國職棒大聯盟的球員。張伯倫以擁有時速達101英里（163）的快速直球聞名，同時搭配滑球與變速球，具有高度擾亂打者的三振能力受到紐約洋基重用，被認為是球隊未來的主要先發投手。張伯倫從小聯盟出發的第一個球季開始不到半年就以平均一個月升一級的驚人速度，從A+、AA、AAA，升上大聯盟，與其對父親的孝順而譽為美談。

## 生平事蹟

### 早期
出生於內布拉斯加州的林肯市，擁有溫尼貝戈族（Winnebago）印第安保留區的原住民血統。在3歲時父母離異，由父親哈倫照顧喬巴跟喬巴的妹妹。原本喬巴（Joba）本名為賈斯汀（Justin），但在一次返回保留區探望親戚時，因為小姪子仍然無法正確發音，而錯唸成喬巴，整個家族也跟著念成喬巴，因此直接改名為喬巴。
張伯倫的父親哈倫在小時候就罹患小兒麻痺，左半身癱瘓不良於行，只能依靠輪椅行動，頻藉著在監獄的工作養活一家三口。平時以唯一可以自由活動的右手，反覆著以每投出一球後再換穿手套接球，再脫掉手套的方式，不勝其煩的陪喬巴玩棒球。但隨著喬巴成長，球質也越來越重，哈倫表示到了喬巴8歲時，就已經接不住喬巴投出的球了。
兄妹兩人都就讀於林肯東北高中，喬巴曾經加入籃球隊，但因身體過重只能擔任球僮。之後在高二加入棒球隊，並在高三成為先發投手，但是投球局數不多，並未受到矚目。畢業後，喬巴為了家計問題並未選擇升學，而選擇去找一些簡單的工作，第一份工就是到公園管理處擔任時薪8美元的清潔工。

### 大學時期
雖然張伯倫高中畢業並未選擇升學，但因為屬於NCAA第二級的內布拉斯加大學康寧市分校（University of Nebraska-Kearney Lopers）曾經看過喬巴投球，願意提供喬巴獎學金跟學籍，讓他成為校隊投手。出賽4場的成績為，被打擊率.250，49次三振，防禦率2.23。因為表現優異，很快就轉學到NCAA第一級的內布拉斯加大學（University of Nebraska-Lincoln）。
轉至內布拉斯加大學只先發兩年，但表現依舊優異，特別是能投出101英里的快速直球，受到球探與球團關注，於2006年選秀大會上以第41順位被洋基選走。

## 美國大聯盟

### 紐約洋基

#### 2007年
- 8月6日紐約洋基隊後援投手戰力不足，將年僅22歲的張伯倫以後援投手身分升上大聯盟[3]，隔天登入名單，晚上洋基隊在客場對上多倫多藍鳥即出賽。生涯初登板主投8、9兩局，一安打無失分。[4]
- 10月5日，美國聯盟分區賽第二戰於克裡夫蘭印地安人隊主場傑克布斯球場，張伯倫於第七局中繼結束時洋基1:0領先，但是第八局上半開始球場上飛出許多飛蟲，影響張伯倫投出兩次暴投，使印安人隊以1:1追平，並在延長至11局時以1:2擊敗洋基隊，而且該飛蟲僅出現於該半局。[5]

#### 2008年
- 6月3日，因為洋基隊先發投手戰力不足，張伯倫第一次先發登板[6]，在主場對上多倫多藍鳥隊，主投2又1/3局、3次三振、4次保送、責失一分，無關勝敗。投62球只有32球是好球。[7]

- 6月25日，客場對上匹茲堡海盜隊，主投6.2局無失分，獲得大聯盟生涯先發的第一勝。但卻是轉任先發後第5場才獲得勝投。[8]

- 7月11日，客場對上多倫多藍鳥隊，主投6.2局，送出大聯盟生涯最多9次三振，無保送，但卻失3分，吞下敗投。

- 7月25日，客場對上波士頓紅襪隊，主投7局0失分，並送出9次三振，最後球隊以1：0完封由賈許·貝基特所領軍的波士頓紅襪隊，拿下個人的完封勝。[9][來源請求]

- 8月4日，在對上德州遊騎兵隊時，右臂受傷而進入傷兵名單[10]。在9月2日脫離傷兵名單以後，回到牛棚並沒有做先發。

#### 2009年
- 以先發投手身份開始球季比賽。

- 5月5日，主場對上波士頓紅襪隊，主投5.2送出12次三振，為個人生涯新高，但最後卻吞下敗仗。

- 在明星賽過後，先發3場只被打8支安打，並且都拿下勝投，防禦率只有0.83，並且投了21.2局，為個人今年最佳的成績。

#### 2013年
2013年12月12日，以自由球員身份，與底特律老虎簽下為期1年、總值250萬美元的合約。

#### 2015年
- 2015年7月21日，張伯倫與多倫多藍鳥隊簽下了小聯盟合約。
- 2015年8月16日，張伯倫與堪薩斯市皇家簽下了小聯盟合約。
- 2015年12月1日，張伯倫與克里夫蘭印地安人簽下了小聯盟合約。

#### 2017年
2017年1月20日，張伯倫與密爾瓦基釀酒人隊簽下了小聯盟合約，3月22日張伯倫被釋出。
2017年10月4日 張伯倫宣布退休

## 事件

### 球衣背號
張伯倫選擇「62」作為他大聯盟的背號，是為了紀念因腦癌逝世的棒球好友《朗恩》。朗恩的背號其實是「8」，洋基隊「8」已經於1972年因為《尤吉·貝拉》和 《比爾·狄奇》而退休，因此改用相加後同樣為「8」的「62」。

### 紀念球
張伯倫於洋基置物櫃上層，排放5顆比賽所留下的使用球，用來紀念自己在大聯盟的各階段重要時刻。
1. 2007年開季時，在A+的比賽用球。
2. 升上AA時的比賽用球。
3. 2007年7月參加小聯盟「未來之星」明星賽的比賽用球。
4. 升上AAA時的比賽用球。
5. 升上MLB時，生涯初登板對藍鳥的比賽用球。

### 張伯倫條款
2007年，紐約洋基隊為保護才22歲的張伯倫，避免手臂消耗與受傷，所訂下的不成文條款 ，此不成文條款於2008年球季取消。
- 張伯倫不能連續出賽，投一天休息一天
- 連投兩局後，需連休兩天才能再連投兩局，而且要再連休兩天。同時，第一局投球必須是在13球以內，才能繼續投下一局。
- 需在一局開始便下場，不得中繼接手。
- 一旦在牛棚熱身，就得下場投球

## 經歷
- NCAA12大聯盟內布拉斯加大學（2005年－2006年）
- 2006年，紐約洋基隊於選秀會第一輪第41順位簽下
- 美國職棒紐約洋基隊（2007年~2013年）
- 美國職棒底特律老虎隊（2014年~）

## 特殊事績

### 獲獎
- 2005年 NCAA12大聯盟第一名
- 2005年 NCAA12大聯盟年度最佳新人投手
- 2005年 中西聯盟第二名
- 2005年3月1日 NCAA12大聯盟單周最佳投手
- 2005年3月1日 單週全國最佳投手
- 2005年4月25日 NCAA12大聯盟單周最佳投手
- 2006年 夏威夷冬季聯盟季後明星賽
- 2007年5月14日 佛羅里達聯盟單週最佳投手
- 2007年5月28日 佛羅里達聯盟單週最佳投手
- 2007年6月18日 EL單週最佳投手
- 2009年世界大賽洋基隊冠軍代表隊

### 記錄
- 2006年 被紐約洋基第一輪第41順位以110萬美元簽下，成為大聯盟史上最高順位被簽下的印地安人
- 2007年 以一年中，由高階1A、2A、3A、大聯盟，以驚人之速連跳四級
- 2007年 紐約洋基隊新人投手大聯盟生涯頭15.1局無失分紀錄
- 2007年 大聯盟生涯頭17局無責失記錄（大聯盟紀錄為18局）

## 爭議
張伯倫對於每一局最後出局者，或是危機發生時，若是以三振解決時，都會以極度激烈的轉身加振臂並仰天大喊的方式表現其情緒，常遭媒體注目，引起是否對於遭三振的對手不敬，或是造成敵對的情勢。

## 生涯成績
| 年度   | 學校           | 出賽 | 先發 | 勝投 | 敗投 | 完投 | 完封 | 救援 | 被安打 | 四死 | 三振 | 被全壘打 | 失分 | 自責分 | 投球局數 | 防御率 |
| ------ | -------------- | ---- | ---- | ---- | ---- | ---- | ---- | ---- | ------ | ---- | ---- | -------- | ---- | ------ | -------- | ------ |
| 2005年 | 內布拉斯加大學 | 18   | 18   | 10   | 2    | 1    | 0    | 0    | 91     | 33   | 130  | 7        | 44   | 37     | 118.2    | 2.81   |
| 2006年 | 內布拉斯加大學 | 14   | 14   | 6    | 5    | 0    | 0    | 0    | 84     | 34   | 102  | 8        | 41   | 39     | 89.1     | 3.93   |

| 年度   | 球隊     | 等級 | 出賽 | 先發 | 勝投 | 敗投 | 完投 | 完封 | 救援 | 中繼 | 被安打 | 四死 | 三振 | 被全壘打 | 失分 | 自責分 | 投球局數 | 防御率 |
| ------ | -------- | ---- | ---- | ---- | ---- | ---- | ---- | ---- | ---- | ---- | ------ | ---- | ---- | -------- | ---- | ------ | -------- | ------ |
| 2007年 | 紐約洋基 | A+   | 7    | 7    | 4    | 0    | 0    | 0    | 0    | 0    | 25     | 11   | 51   | 0        | 10   | 9      | 40.1     | 2.03   |
| 2007年 | 紐約洋基 | AA   | 8    | 7    | 4    | 2    | 0    | 0    | 0    | 0    | 32     | 15   | 66   | 4        | 15   | 15     | 40.0     | 3.35   |
| 2007年 | 紐約洋基 | AAA  | 3    | 1    | 1    | 0    | 0    | 0    | 0    | 0    | 5      | 1    | 18   | 0        | 0    | 0      | 8.0      | 0.00   |

| 年度 | 球隊   | 出場數 | 先發 | 防禦率 | 局數  | 勝場 | 敗場 | 中繼成功 | 救援成功 | 奪三振 | 四死 | 被安打 | 被全壘打 | WHIP |
| 2007 | 洋基隊 | 19     | 0    | 0.38   | 24.0  | 2    | 0    | 8        | 1        | 34     | 6    | 12     | 1        | 0.75 |
| 2008 | 洋基隊 | 42     | 12   | 2.60   | 100.1 | 4    | 3    | 19       | 0        | 118    | 39   | 87     | 5        | 1.26 |
| 2009 | 洋基隊 | 32     | 31   | 4.75   | 157.1 | 9    | 6    | 0        | 0        | 133    | 76   | 167    | 21       | 1.54 |
| 2010 | 洋基隊 | 58     | 0    | 4.89   | 57.0  | 1    | 4    | 23       | 2        | 58     | 20   | 59     | 4        | 1.39 |
| 合計 | 4年    | 151    | 43   | 3.83   | 338.2 | 16   | 13   | 50       | 3        | 343    | 141  | 125    | 31       | 1.38 |

| 年度   | 所屬球隊 | 等級 | 出賽 | 打數 | 打點 | 得分 | 安打 | 二壘打 | 三壘打 | 全壘打 | 保送 | 三振 | 盜壘 | 長打率 | 打擊率 |
| ------ | -------- | ---- | ---- | ---- | ---- | ---- | ---- | ------ | ------ | ------ | ---- | ---- | ---- | ------ | ------ |
| 2008年 | 紐約洋基 | MLB  | 2    | 3    | 0    | 0    | 0    | 0      | 0      | 0      | 1    | 1    | 0    | 0      | .000   |

| 年度   | 球隊     | 等級 | 出賽 | 先發 | 勝投 | 敗投 | 完投 | 完封 | 救援 | 中繼 | 被安打 | 觸身 | 四死 | 三振 | 被全壘打 | 失分 | 自責分 | 投球局數 | 防御率 |
| ------ | -------- | ---- | ---- | ---- | ---- | ---- | ---- | ---- | ---- | ---- | ------ | ---- | ---- | ---- | -------- | ---- | ------ | -------- | ------ |
| 2007年 | 紐約洋基 | ALDS | 2    | 0    | 0    | 0    | 0    | 0    | 0    | 0    | 1      | 3    | 3    | 4    | 0        | 2    | 2      | 3.2      | 4.91   |

- 成績截至：2008年7月15日

## 酒駕事件
2008年10月18日凌晨1點在內布拉斯加州林肯市附近的77號公路上因超速酒駕被捕，被後檢方傳訊他推遲了4次，最終還是認罪，並於2009年4月1日被判緩刑。

## 外部連結
- 球員資訊和成績在MLB，ESPN，Baseball-Reference，Fangraphs，The Baseball Cube（英文）
- （中文）台灣棒球維基館 - Joba Chamberlain（页面存档备份，存于）